# Hexodon latissimum
Hexodon latissimum är en skalbaggsart som beskrevs av Gilbert John Arrow 1912. Hexodon latissimum ingår i släktet Hexodon och familjen Dynastidae. Inga underarter finns listade i Catalogue of Life.